# Авелино, Хосе
Хосе Дира Авелино (таг. José Dira Avelino; 5 августа 1890, Калбайог, Генерал-капитанство Филиппины — 21 июля 1986) — филиппинский государственный деятель, президент Сената Филиппин (1935 и 1946—1949).

## Биография
Окончил Университет Атенео-де-Манила с присвоением степени бакалавра искусств, в 1934 г. — Университет Филиппин, став бакалавром права. Начал работать в качестве адвоката. Позже он получил степень магистра права Университета Санто-Томаса.
Первой ступенью в его политической карьере стала должность муниципального советника в его родном городе Кальбайоге (1917—1919). С 1921 по 1928 г. был членом Палаты представителей от 1-го избирательного округа провинции Самар.
С 1928 по 1935 г. — член Сената Содружества Филиппин, в 1935 г. — его временный президент.
В 1935—1938 гг. — министр труда Филиппин. На посту министра труда провел уникальную реформу профсоюзов, обиженный их в две комиссии, став при этом председателем обеих из них. Тем самым он совместил должности министра и лидера национальных профсоюзов. Политик сыграл важную роль в принятии системы социального обеспечения и настаивал на создании государственных вузов в каждой провинции Филиппин.
В 1939—1941 гг. — министр общественных работ и транспорта Филиппин. В этот период перешел в оппозицию президенту Кесону из-за скандала, связанного с закупками асфальта для дорожного строительства.
После провозглашения независимости Филиппин 4 июля 1946 г. вновь был избран сенатором и с 1946 по 1949 г. являлся президентом верхней палаты национального парламента. Кроме того, в тот же период он одновременно являлся председателем Либеральной партии. Получил особую известность как инициатор принятия «Закона о компенсациях филиппинским рабочим», который закрепил создание страхового фонда для непредвиденных расходов для работников как способа защиты рабочих от различных экономических проблем, которые преследовали послевоенную экономику.
Являлся ключевым соратником президента Мануэля Рохаса, возглавлял его предвыборный штаб. Проявил себя как решительный политик. Во время восстания Хука он отправился в очаг оппозиции, чтобы поговорить с людьми, его единственным сопровождающим в этот момент был личный водитель. Во время выступления Рохаса на площади Миранды в 1947 г. из толпы на сцену была брошена ручная граната. Авелино, находившийся на сцене рядом с выступавшим, выбил гранату за кулисы, тем самым спасая жизнь будущего президента Филиппин.
На президентских выборах в ноябре 1949 г. занял третье место, получив поддержу 11,85 % голосов избирателей.
В 1953 г., покинув Сенат и должность специального представителя президента Эльпидио Кирино, он ушел из политической жизни и в дальнейшем работал адвокатом.